# Pedro Nel Gómez
Pedro Nel Gómez Agudelo (Anorí, Antioquia, 4 de julio de 1899 - Medellín, 6 de junio de 1984) fue un ingeniero, arquitecto, urbanista, filósofo, escultor y muralista colombiano.

## Vida
Desde que nació su infancia y adolescencia Pedro Nel Gómez se sintió muy atraído por el arte, por lo que comenzó a pintar desde muy joven. Este marcado interés por la pintura lo llevó a pedirle a su padre que lo dejara ser artista, pero él insistió en que esa profesión no le garantizaría tener ingresos económicos por lo que trata de persuadirlo para que estudie ingeniería. Pedro Nel acepta a cambio de que pueda estudiar artes al mismo tiempo en la Academia de Bellas Artes y es así como aprovecha sus conocimientos de ingeniero civil para desarrollar propuestas arquitectónicas en las que se pudiera realizar una intervención artística.                 Durante su estadía en Italia entre 1925-1930 aprende la técnica del mural al fresco que luego adapta a las condiciones del trópico en Colombia, siendo pionero de esta técnica.
Su estadía en Italia le permitió también participar en diferentes exposiciones de artistas latinoamericanos, entre ellos su entonces amigo y compañero Eladio Vélez. Sus temáticas artísticas en ese momento reflejaron un marcado acento clásico y entre ellas se destacan las Amazonomaquias, El martirio de san Jerómino, Lección de Anatomía, Dos amigas,  ponte helvecio, La señorita Inocente, además una serie de temáticas referentes a la mitología griega. 
Como artista, fue maestro de reconocidos personajes en el mundo artístico como Débora Arango, Jesusita Vallejo, Carlos Correa, entre otros. Además de su trayectoria artística, también es reconocido por la polémica que a lo largo de su recorrido artístico sostuvo con el pintor Eladio Vélez, quien desde antes y durante su estadía en Italia fue su compañero y amigo, pero quien, luego de su retorno a Colombia fuera su enemigo irreconciliable. 
Cursó el bachillerato en el Liceo de la Universidad de Antioquia y realizó estudios de ingeniería civil en la Escuela de Minas de Medellín, graduándose en 1922. En 1924 viajó a Europa para hacer estudios de pintura en Francia y Holanda; en 1926 ingresó a la Academia de Bellas Artes de Florencia, donde permaneció poco tiempo pero adquirió una experiencia importante.
Trabajó en un estudio donde ejecutó varias obras al óleo: Lección de anatomía, Las Amazonomaquias, El martirio de San Jerónimo, La señorita Inoccenti y otras; obras que dos años después fueron expuestas en Roma, en una exhibición organizada por el Círculo Artístico con el nombre de Exposición Latinoamericana.
En Florencia conoció a Giuliana Scalaberni, con quien contrajo matrimonio y formó un hogar de ocho hijos. A su regreso a Colombia, en 1930, Pedro Nel Gómez recibió la oferta de dirigir la Escuela de Bellas Artes de Medellín. En 1934 expuso 114 obras en el Salón Central del Capitolio, en Bogotá. El prestigio conseguido con esta exposición le permitió firmar contrato con el municipio de Medellín para las decoraciones del Palacio Municipal, un conjunto de 11 murales que se conocen como el primer ciclo de su obra mural.
En estos murales, localizados en diferentes partes del edificio, Gómez presentó, con su estilo fuerte, las escenas de la vida y el trabajo humano tematizado así: La mesa vacía del niño hambriento, Danza del café, El Matriarcado; tríptico del trabajo: De la bordadora a los telares eléctricos, El problema del petróleo y La energía, el trabajo y la maternidad; La República, El minero muerto, Intranquilidad por enajenamiento de las minas, El barequeo y Las fuerzas migratorias.
Fundó la Facultad de Arquitectura de la Universidad Nacional, en 1946, donde ocupó varias veces el cargo de decano; y enseñó Perspectiva, entre otras cátedras, dedicación que lo llevó a obtener el título de profesor emérito. Desempeñó los cargos de cónsul de Colombia en Florencia (1930), revisor de teatros de Medellín (1933), arquitecto del Departamento de Antioquia (1934) y presidente de la Casa de la Cultura de Medellín (1949).
Fue miembro de la junta de las Empresas Públicas de Medellín (1935), de la Junta de Valorización del Municipio de Medellín (1936), del Consejo Directivo de la Facultad Nacional de Minas (1951), del Consejo Administrativo de Antioquia (1954) y del Consejo Nacional de la Paz (1955). 
Con respecto a su participación en el destino del arte nacional, al maestro Pedro Nel lo acompañó siempre el propósito de despertar las esencias que perviven en el pueblo y que se expresan en forma total en todas las culturas, porque es allí donde el hombre y el artista tienen algo que decir invitando a descubrir en nuestro propio suelo la expresión artística. En 1944 se llevó a cabo en Medellín la Exposición de Arte Nacional, en ella el IV Salón de Artistas Colombianos que se nombraron "Artistas independientes" llevaron a cabo su exposición, al tiempo con el mencionado evento.
Uno de estos independientes fue Gómez, quien con Rafael Sáenz, Gabriel Posada Zuluaga, Débora Arango, Octavio Montoya, Jesusita Vallejo, Graciela Sierra, Maruja Uribe y Laura Restrepo, elaboró un manifiesto para ser leído en el acto de clausura de su exitosa muestra plástica; este manifiesto consta de trece puntos en los cuales se destaca la necesidad de un arte independiente.

## Muralista
En 1930 fue elegido director de la Escuela de Bellas Artes de Medellín. Sus exposiciones le ganaron gran prestigio artístico que poco a poco lo llevaron a decorar edificios públicos y a realizar proyectos urbanos. Entre estos edificios estuvo el antiguo Palacio Municipal, en donde actualmente funciona el Museo de Antioquia, donde desarrolló sus primeros murales. El contenido del mural de Las fuerzas migratorias desató gran polémica. Este mural estuvo pintado en el despacho del alcalde y en él se expuso la migración de campesinos a las grandes urbes, víctimas del desplazamiento.  
Estos murales se convirtieron en su obra más reconocida. Ellos son:
- La mesa vacía del niño hambriento.
- Danza del café.
- El Matriarcado.
- Tríptico del trabajo:  1. De la bordadora a los telares eléctricos;  2. El problema del petróleo y la energía;  3. El trabajo y la maternidad.
- La República en Colombia
- El minero muerto.
- Intranquilidad por enajenamiento de las minas.
- El barequeo.
- Las fuerzas migratorias.

Los once murales pintados en el Palacio Municipal despertaron la zozobra y el interés de la sociedad. El ala conservadora criticó estas temáticas. El entonces concejal de Medellín, José María Bernal estuvo en contra de ellos, los que rechazó y cuestionó desde un principio por su forma y contenido. 
Tras este episodio, inició la decoración de su casa, convertida posteriormente por el propio artista en museo, dando origen a una producción mural que duró hasta el final de su vida. Los murales de su casa son: 
- Homenaje al pueblo antioqueño.
- Combate mítico entre patasolas y mineros.
- La danza frenética.
- Vida y muerte.
- Bolívar educado por los mitos de la selva.
- La barequera.
- La vida desciende de la Guajira.
- La caracolera.
- El barequero ahogado.
- La nebulosa espiral.
- La Sibila del trópico.
- Los desempleados.
- Barequeras en reposo.
- Apunte callejero.

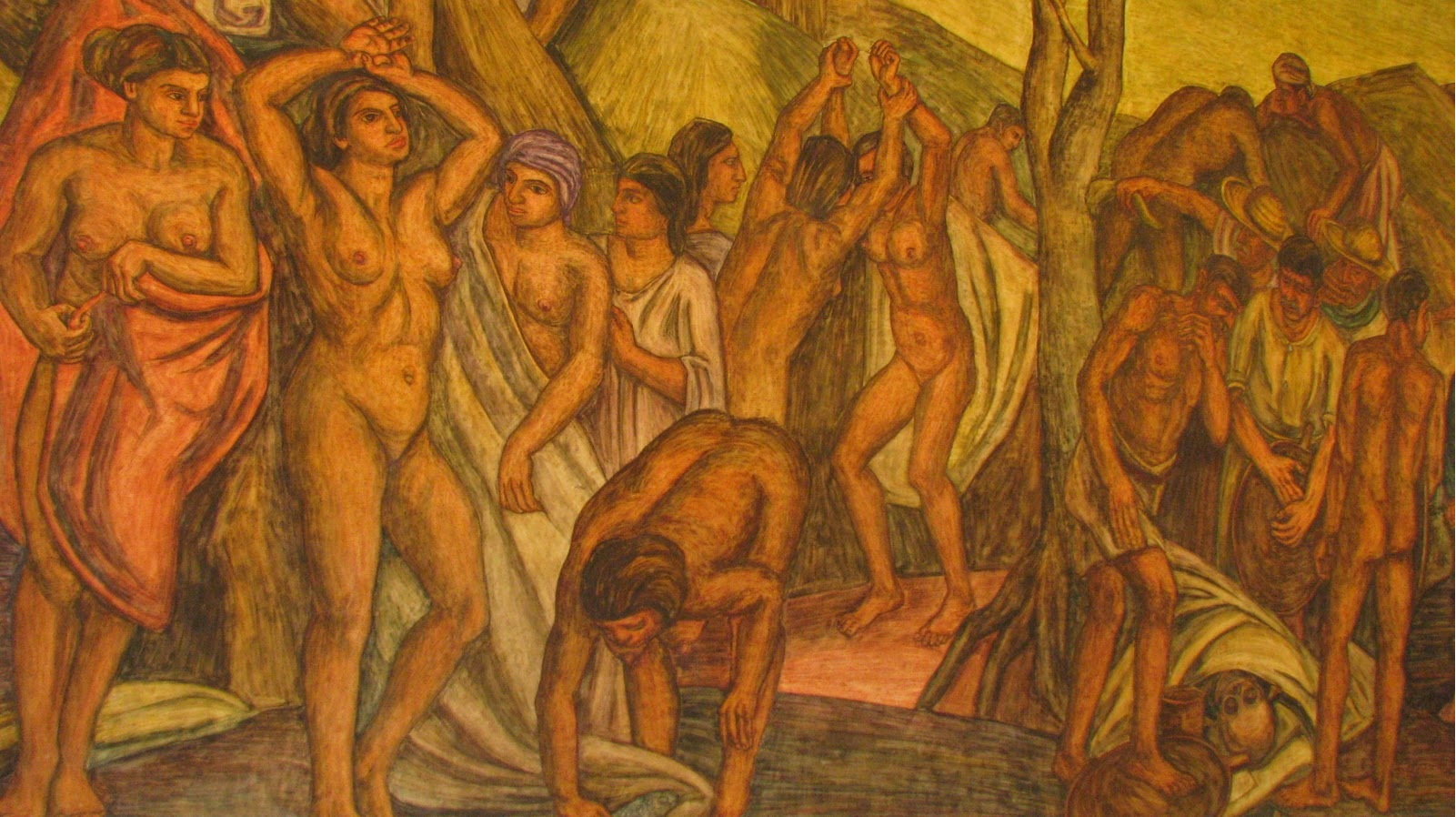
Pedro Nel Gómez. Pedro Nel Gómez. La sensualidad del trópico. Fragmento del mural Homenaje al pueblo antioqueño, 1940, Estudio del Artista, Casa Museo Pedro Nel Gómez, 3,83 m x 3,66 m

Murales de la Escuela de Minas de Medellín:
Otros murales en la ciudad son los de la Facultad de Minas de Medellín que son:
- Homenaje al hombre: Nacimiento y muerte; Espíritu religioso y espíritu místico; Espíritu científico y espíritu artístico; Espíritu de la amistad humana y Espíritu de la cooperación humana.
- Historia de la Nación.
- La explosión de la montaña.
- Explosión de la flora.
- Mineros en los organales.
- El choque de las dos olas.
- El hombre vence la gravedad.

Murales en el Aula Máxima de la Facultad de Química de la Universidad de Antioquia, hoy Colegio Mayor de Antioquia:
- Historia de la Química a través de la humanidad.

En el Instituto de Crédito Territorial de Bogotá:
- El hombre y demás
- El drama de la vivienda.

En el Banco Popular de Cali:
- Mural de 60 metros cuadrados.

En el Banco Popular de Medellín, hoy en día Estación Parque Berrío del Metro:
- Historia Económica e industrial del Departamento de Antioquia

En la Universidad de Antioquia:
- Clínica León XIII
- Sena de Pedregal

## Familia
En su estadía en Florencia, conoció a Giuliana Scalaberni, la mujer que desde entonces y hasta la hora de su muerte se convirtió en su bastión espiritual y fuente de inspiración intelectual. Mientras convivieron en Italia nacieron sus hijos Germana y Giuliano pero una vez que Pedro Nel Gómez se quedó sin recursos para vivir en el extranjero debió dejar a su esposa y sus dos hijos en Italia. Cuando recogió dinero suficiente en Medellín, Pedro Nel Gómez trae a Giuliana y sus dos hijos a Colombia, lugar donde nacieron sus hijos Ítalo, Leonardo, Clío, Etión, Máximo y Vladimir. A su arribo a Medellín, Giuliana Scalaberni decide realizar un viaje por la ruta cotidiana del tranvía de la ciudad y al bajar en la colina de Aranjuez y visualizar desde allí el Valle de Aburrá, despejado y sin edificios, recordó su natal Florencia y convence a Pedro Nel de construir su casa en el lugar, argumentando que es un sitio de muchos paisajes, propicio para que un artista realice sus obras de arte. Desde la perspectiva de Giuliana, la casa debía ser suficientemente grande para albergar las obras y poder convertirla después en un museo. Guliana nunca pudo ver realizada esta idea ya que su muerte, de cáncer en la matriz en 1964, le impidió ver la culminación de la obra de su esposo, quien cumplió su promesa y una década después fundó la Casa Museo Pedro Nel Gómez, cuya lápida de fundadores tiene inscrito el nombre de su esposa.
Cinco años después de la muerte de doña Giuliana, murió de cáncer pulmonar Giuliano, el mayor de los hijos hombres, circunstancia que afectó al artista considerablemente. En 1995, once años después de la muerte de Pedro Nel Gómez, su hijo Leonardo sufrió un accidente de tránsito en el que perdió la vida. El mauseoleo de la familia se encuentra en el Museo Cementerio San Pedro de Medellín, donde además están los restos del padre del artista y de algunos de sus familiares.
En la actualidad, entre los seis hijos sobrevivientes, el que más se destaca es Ítalo, que es un músico reconocido en Florencia, ciudad en la que fundó L’Autunno Musicale, traducido al castellano como El otoño musical, que es una reconocida entidad cultural de la ciudad.

## Arquitecto

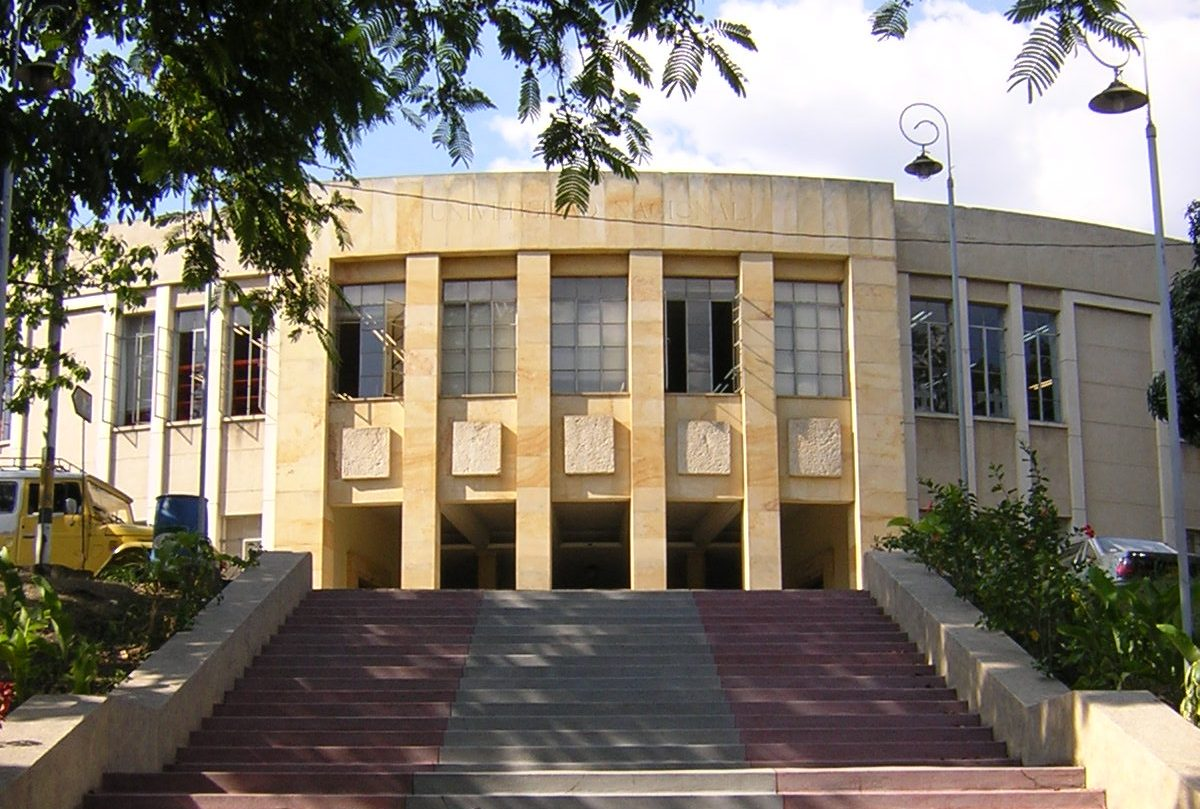
Bloque M5 Diseñado por Pedro Nel Gómez, Facultad de Minas, Universidad Nacional de Colombia sede Medellín. Colombia

- La construcción y el diseño de su propia casa y estudio (hoy Casa Museo Maestro Pedro Nel Gómez).
- Diseño y construcción del edificio de la Escuela de Minas de Medellín (1938). Célebre la cúpula parabólica de 200 m².
- Diseño y construcción del edificio de la Facultad de Química de la Universidad de Antioquia, hoy sede del Colegio Mayor de Antioquia.
- Cementerio Universal de Medellín.

## Urbanista
- Participación en el diseño de un fragmento del barrio Laureles de Medellín en el cual también participaron otros urbanistas como Karl Brunner.
- Se presentó en el concurso para el diseño de la Universidad Pontificia Bolivariana, pero no se realizó ninguna obra.
- Proyecto del barrio San Javier de Medellín.
- Planificación Cementerio Universal.

También fue el diseñador de la zona urbana del municipio de Amalfi (Antioquia).

## Escultor

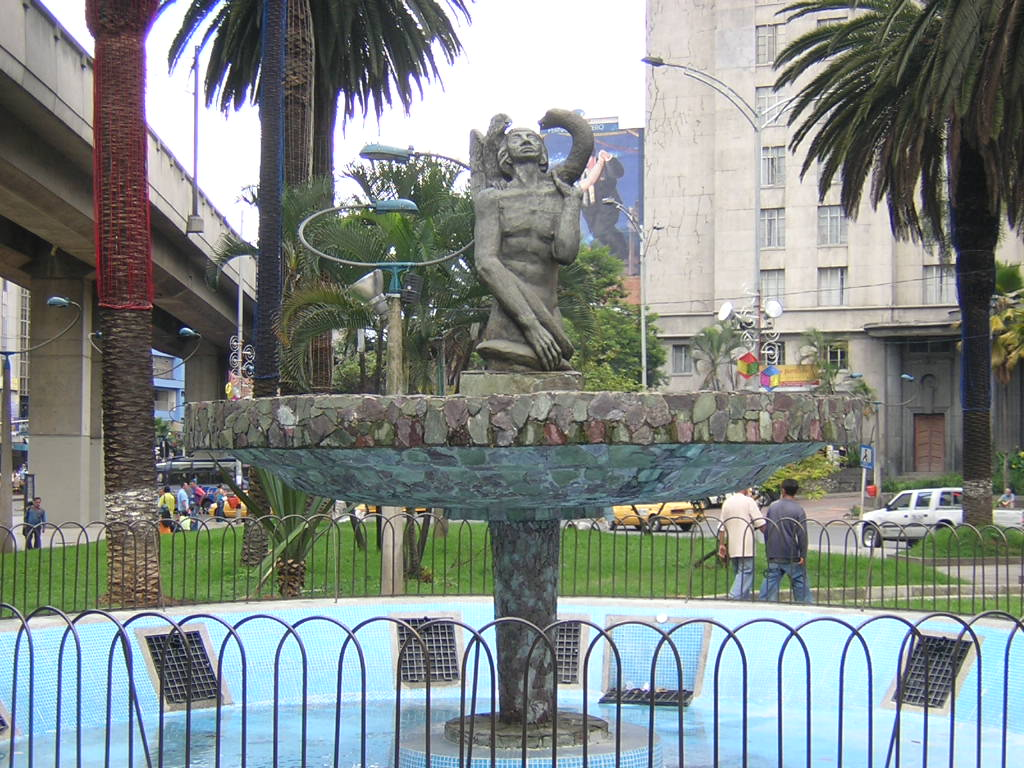
Fuente Cacique Nutibara, ubicado en la plazuela Nutibara. Medellín.

Tallas y esculturas en madera, mármol y bronce. 
- Mujeres emigrantes (relieve en madera).
- Cacique Nutibara (bronce).
- Maternidades en reposo (relieve en madera).
- La barequera (talla en madera).
- Barequera melancólica (talla en mármol).
- Grupo de barequeros (talla en madera).
- Diógenes (talla en madera).
- Desnudos en reposo (relieve en madera).

## Casa Museo Maestro Pedro Nel Gómez
Desde su fundación en 1975, la Casa Museo Pedro Nel Gómez ubicada en Aranjuez, Medellín; ha venido evolucionando y presentando diferentes actividades que buscan guardar, preservar y dar a conocer la obra de un hombre que se preocupó por retratar cada uno de los sucesos nacionales que le tocó vivir. Sociedad, política, economía y educación son los ejes centrales de la obra del artista, que en la actualidad sus visitantes pueden apreciar en las distintas exposiciones temáticas que se realizan allí. Durante la vida de Pedro Nel Gómez, el museo albergó visitantes de índole nacional e internacional como Alfonso López Michelsen, Julio César Turbay Ayala, León de Greiff, Otto Morales Benítez y Pablo Neruda. 
Antes de su muerte, el museo fue dirigido por su hijo Máximo, que al dejar el cargo es sucedido por su hermana Clío hasta el año 2000, cuando se jubila dejando en el cargo a su hermano Vladimir. Seis años después, a raíz de una crisis económica, la Casa Museo entra en un proceso de retroceso en el que se piensa cerrar la institución. Con el apoyo de entidades públicas y privadas, en el año 2006, se hizo un cambio en la dirección, y se abrieron nuevamente las puertas del museo donde actualmente se desarrollan en forma gratuita diferentes actividades para todos los públicos.  
Entre los programas y servicios ofrecidos en el museo están:
- Exposiciones temporales, itinerantes y permanentes.
- Recorridos libres.
- Visitas guiadas, con reserva previa, para grupo de entre 10 y 40 personas.
- Centro de documentación y Biblioteca Giuliana Scalaberni, especializado en la vida y obra de Pedro Nel Gómez
- Talleres artísticos y actividades académicas.
- Programas musicales y literarios
- El Cafetín – servicio de restaurante
- El Almacén – venta de artículos de diseño y reproducciones de la obra de Pedro Nel Gómez
- Certificaciones de obras de Pedro Nel Gómez
- Restauración de obras originales de cualquier artista, en diferentes soportes.
- Marquetería artística

1. Diseños y producción en plotter, para museografía

- Eventos empresariales y sociales

## Enlaces
- Wikimedia Commons alberga una categoría multimedia sobre Pedro Nel Gómez.
- Casa museo Pedro Nel Gómez

- Datos: Q3997322
- Multimedia: Pedro Nel Gómez / Q3997322